# Tony Miles
Anthony John Miles  (23 d'abril de 1955 a Edgbaston, Birmingham – 12 de novembre de 2001 a Harborne, Birmingham), fou un jugador d'escacs anglès, que ostentà el títol de Gran Mestre des de 1976.

## Biografia

### Els primers anys
Miles va néixer a Edgbaston, un districte de Birmingham, i aprengué a jugar als escacs de ben petit. El 1968 guanyà el campionat britànic Sub-14, i el 1973 guanyà la medalla d'argent al Campionat del món júnior a Teesside, el seu primer esdeveniment important de nivell internacional. L'any següent guanyà el títol mundial juvenil, a Manila, amb un clar avantatge d'1½ punts sobre el segon classificat.
Miles va ingressar a la Universitat de Sheffield per estudiar matemàtiques, però l'abandonà aviat per concentrar-se en els escacs.

### Resultats destacats en competició
El 1976, Miles va esdevenir el primer GM de la història nascut al Regne Unit, un títol que va obtenir molt poc abans que Raymond Keene. (William Hartston havia estat a punt d'aconseguir el títol durant els primers anys 1970, i el nacionalitzat britànic (d'origen alemany) Jacques Mieses havia obtingut el títol el 1950; Keith Richardson obtingué el títol de GM d'escacs per correspondència anteriorment, a començaments dels anys 1970). Per aquesta fita, Miles guanyà un premi de 5.000 £.
Miles va aconseguir una sèrie de bons resultats entre les darreries dels anys 1970 i el 1980, i hom considera que el seu èxit fou un dels factors més importants en l'explosió en el nombre de bons jugadors britànics que van començar a sorgir poc després que Miles obtingués el títol de GM; Keene, John Nunn, Jon Speelman i diversos altres el seguiren. Miles guanyà partides contra diversos excampions del món, com Vassili Smislov, Mikhaïl Tal, i Borís Spasski. El 1977 va guanyar la primera edició del Torneig de Mestres de Biel, un èxit que repetiria posteriorment el 1983 (ex aequo amb John Nunn). El 1979 empatà al primer lloc en la 7a edició del World Open a Filadèlfia, amb 8 punts de 10 possibles; posteriorment repetiria el mateix resultat en les edicions del 1980 i del 1987, en aquesta darrera empatat amb Borís Gulko.
El nom de Miles va sonar fort en l'àmbit dels escacs quan, el 1980, al Campionat d'Europa per equips a Skara, va vèncer el Campió del món regnant Anatoli Kàrpov amb negres tot emprant l'obertura extremadament heterodoxa 1. e4 a6!?, l'anomenada defensa St. George. (És possible que Miles hagués après aquesta línia de l'entusiasta de les obertures estranyes Michael Basman, tanmateix al seu llibre Play the St. George, Basman afirma que això no és cert). Miles va guanyar en Kàrpov una altra vegada tres anys més tard a Bath en una partida que era part d'una sèrie (Mastergame) de la BBC, però que mai no va arribar a ser emesa per televisió, a causa d'una vaga de tècnics.
En Miles va guanyar el Campionat britànic tot just un cop, el 1982, a Torquay. El seu cim com a jugador d'escacs fou cap a la meitat dels 1980. A la llista d'Elo de la FIDE de gener de 1984 estava situat en 18è lloc mundial, amb un Elo de 2599. Un dels seus millors resultats fou la seva victòria al Torneig de Tilburg de 1984. L'any següent, al mateix torneig, empatà al primer lloc amb Robert Hübner i Víktor Kortxnoi, jugant algunes de les seves partides estirat en una llitera, ja que no podia seure a causa d'una lesió d'esquena.
Jugant en el primer tauler de l'equip d'Anglaterra, Miles va ajudar el seu equip en la consecució del seu millor resultat de tots els temps: la medalla de plata a l'Olimpíada de 1986 a Dubai. Això no obstant, mai no fou capaç de classificar-se més enllà dels Interzonals per a l'etapa de Candidats, i fou sobrepassat pel seu company Nigel Short, qui fou finalment el primer Candidat britànic, el 1985.
Contra Garri Kaspàrov, d'altra banda, Miles tingué poc èxit; no va guanyar cap partida contra ell, i hi va perdre un matx el 1986 a Basilea pel resultat aclaparador de 5½-½. Després d'aquest encontre, en Miles va descriure en Kaspàrov com a "monstre amb mil ulls que tot ho veu" (algunes fonts alternatives diuen que Miles es va referir en realitat a 22 o a 27 ulls).
Després que se l'hospitalitzés a causa d'un problema mental a les darreries de 1987, Miles va anar a viure als Estats Units. Acabà l'últim al Campionat dels Estats Units de 1988, però continuà jugant, i obtingué alguns bons resultats. El 1991, va participar en el Campionat d'Austràlia, però finalment va retornar a Anglaterra, i començà a representar una altra vegada el seu país nadiu. Empatà al primer lloc al duríssim Obert de Cappelle-la-Grande els anys 1994, 1995 i 1997. Un altre bon resultat posterior en la seva carrera fou al PCA Intel Rapid Chess Grand Prix, torneig eliminatori celebrat a Londres el 1995, en què eliminà Vladímir Kràmnik en la primera ronda i Loek van Wely a la segona (i caigué finalment en la semifinal contra un altre anglès, Michael Adams). També el 1995 va guanyar el XXX Memorial Capablanca, celebrat a Matanzas, Cuba, del 9 al 23 de maig. El mateix any 1995 va guanyar el II Magistral Vila de Benasc.
El 1999 guanyà el XII Memorial Carlos Torre a Mérida (Mèxic), essent el primer europeu a guanyar aquest torneig. Miles empatà al primer lloc al Continental Open de Los Angeles 1999 amb Aleksandr Beliavski, Lubomir Ftacnik, i Suat Atalık. També el 1999, a l'obert de Nova Gorica, hi fou segon ex aequo amb altres jugadors (el campió fou Zdenko Kožul). Guanyà el Memorial Capablanca de Cuba tres cops (1995, 1996, i 1999). La seva última victòria de torneig fou al Canadian Open de 2001 a Sackville, Nova Brunswick.
Miles participà en el Campionat britànic de 2001, però es retirà abans de la ronda final, aparentment a causa de la seva mala salut. Les seves dues últimes partides abans de morir foren dues taules curtes a la Lliga d'escacs 4 Nacions. Va jugar en un nombre extraordinari d'esdeveniments d'escacs durant la seva carrera, incloent-hi molts durs torneigs de cap de setmana.
La variant Miles (1.d4 Cf6 2.c4 e6 3.Cf3 b6 4.Af4) de la defensa índia de dama s'anomena així en honor seu.

### Mort
Miles va morir a casa seva a Harborne, (Birmingham), d'una insuficiència cardíaca el 2001, a la qual hi va contribuir que patís de diabetis. Fou incinerat el 23 de novembre, i abans de la setena ronda dels Campionat d'Europa per equips que se celebrava a Lleó, es va fer un minut de silenci en la seva memòria.

## Personalitat
Miles fou en molts sentits una figura controvertida. Un cop, en l'última ronda d'un torneig (Luton, Gran Bretanya, 1975), ell necessitava unes taules per acabar en primer lloc, i el seu adversari, Stewart Reuben, volia també les taules, que li garantien una alta classificació, de manera que van acordar un empat sense jugar. L'àrbitre decidí no donar punts a cap jugador, perquè no havien fet cap jugada. Ells al·legaren que aquesta mena de "partida" s'havia jugat sovint, quan es prearranjava un empat. Aquest succés va fer córrer rius de tinta en les publicacions d'escacs britàniques.
En Miles també tingué desavinences amb autoritats d'escacs i amb els seus companys escaquistes anglesos, especialment amb Raymond Keene i Nigel Short. Acusà en Keene d'haver-se quedat diners de la Federació Britànica d'Escacs per actuar com a segon seu en el torneig Interzonal de 1985 a Tunis. Miles es va obsessionar amb l'afer, i finalment va patir una crisi nerviosa a causa de això. El setembre de 1987 fou arrestat a Downing Street, aparentment sota la creença que havia de parlar amb la llavors Primera Ministre Margaret Thatcher sobre la qüestió, i fou hospitalitzat posteriorment durant dos mesos. Escrivint el Daily Telegraph el novembre de 2003, Nigel Short afirmava que " En Tony estava bojament gelós del meu èxit, i la seva incapacitat d'acceptar que no era ja el número u de la Gran Bretanya del qual una era un indici del seu descens a la bogeria.
Miles era també conegut per les seves àcides crítiques: sovint atacava personalitats d'escacs en els articles que publicava. Per exemple, atacava Anatoli Kàrpov en un article titulat "Has Karpov Lost his Marbles?" (està boig en Kàrpov?) (anglès) Arxivat 2009-09-11 a Wayback Machine.. La seva ressenya del llibre d'Eric Schiller Obertures d'Escacs Heterodoxes (Cardoza Publishing, 1998) que apareixia a Kingpin consistia en només dues paraules: "Utter crap" (en anglès col·loquial: "una merda absoluta".

## Partides notables
- Kàrpov-Miles, Skara 1980, St. George Defence, 0-1 La famosa partida entre Anatoli Kàrpov i Miles amb la línia d'obertura 1. e4 a6.